# Chính sách thị thực của Lãnh thổ Hải ngoại thuộc Anh

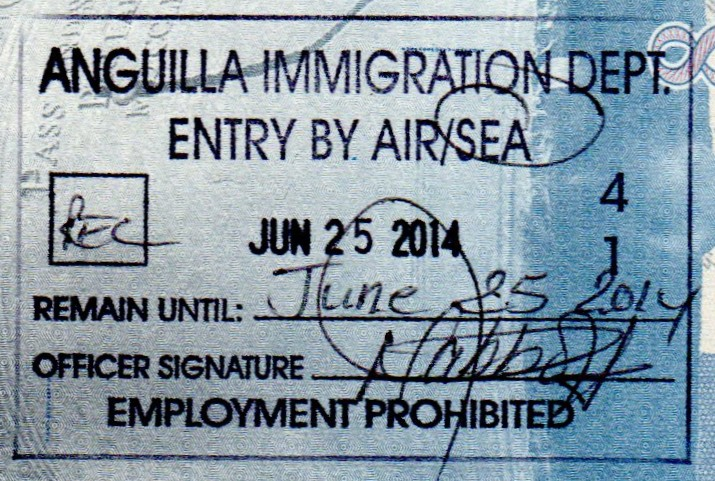
Dấu hộ chiếu Anguilla

Lãnh thổ Hải ngoại thuộc Anh vẫn giữ luật lệ riêng về các yêu cầu nhập cư khác với chính sách thị thực Vương quốc Anh, nhưng vẫn thuộc chủ quyền Anh. Theo luật chung, công dân Anh không quyền tự động lưu trú tại những lãnh thổ này.

## Akrotiri và Dhekelia
Akrotiri và Dhekelia - Chính sách thị thực giống như Síp, tuân theo Chính sách thị thực Khối Schengen. However, stays longer than 28 days per 12-month period require a permit. Lãnh thổ này có biên giới mở với Síp, nhưng vẫn giữ biên giới bình thường với Bắc Síp.

## Anguilla
Anguilla - miễn thị thực tối đa ba tháng với người sở hữu hộ chiếu Anh, tất cả công dân Liên minh Châu Âu và công dân Andorra, Antigua và Barbuda, Argentina, Úc, Bahamas, Barbados, Belize, Botswana, Brazil, Brunei, Canada, Chile, Costa Rica, Dominica, El Salvador, Grenada, Guatemala, Hồng Kông, Honduras, Iceland, Israel, Nhật Bản, Kiribati, Hàn Quốc, Liechtenstein, Ma Cao, Malaysia, Maldives, Quần đảo Marshall, Mauritius, México, Micronesia, Monaco, Namibia, Nauru, New Zealand, Nicaragua, Na Uy, Palau, Panama, Papua New Guinea, Paraguay, Samoa, San Marino, Seychelles, Singapore, Quần đảo Solomon, Saint Kitts và Nevis, Saint Lucia, Saint Vincent và Grenadines, Thụy Sĩ, Đài Loan, Đông Timor, Trinidad và Tobago, Tonga, Tuvalu, Hoa Kỳ, Uruguay và Vanuatu. Hành khách có thể quá cảnh 24 giờ mà không cần thị thực trừ công dân của Afghanistan, Trung Quốc, Colombia, Croatia, Cộng hòa Dân chủ Congo, Ecuador, Eritrea, Ethiopia, Ghana, Iran, Iraq, Libya, Montenegro, Nigeria, Serbia, Somalia, Sri Lanka, Thổ Nhĩ Kỳ và Uganda.

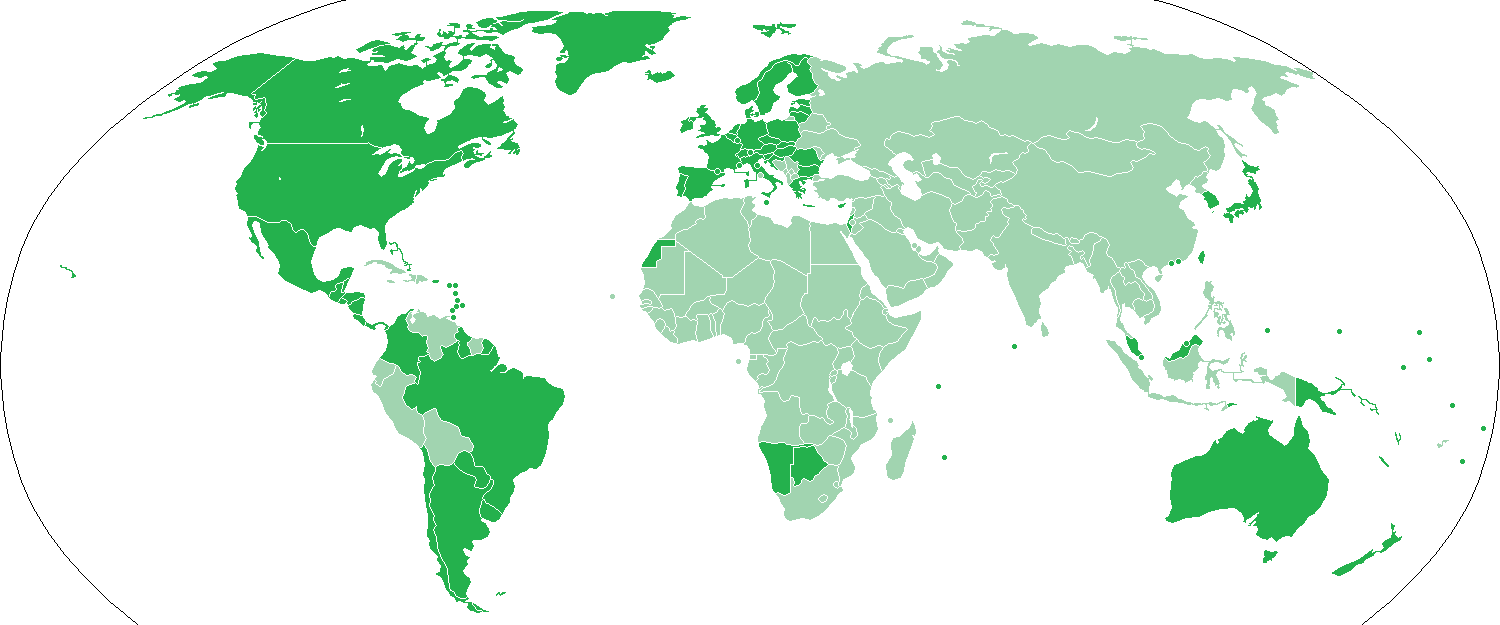
Chính sách thị thực Anguilla

Ngoài ra, người sở hữu thị thực còn hiệu lực được cấp bởi Vương quốc Anh và người sở hữu hộ chiếu ngoại giao không cần thị thực để đến đây.

## Quần đảo Virgin thuộc Anh

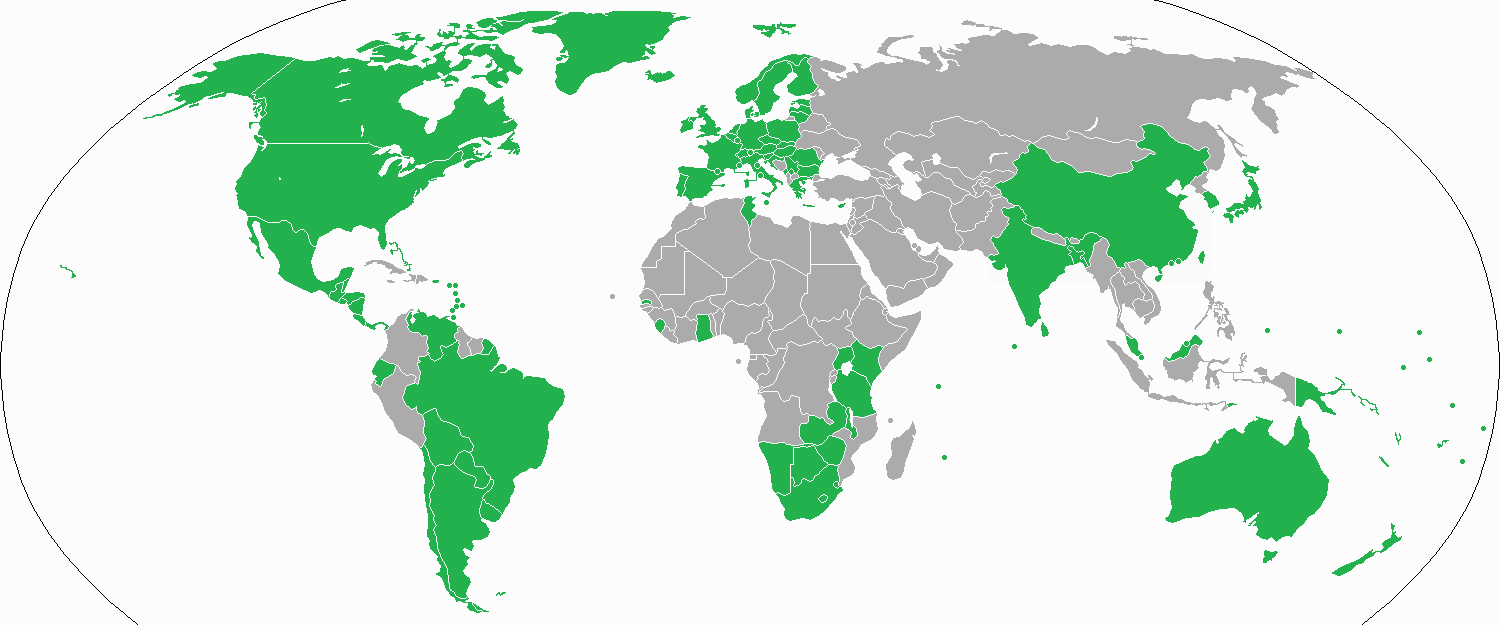
Chính sách thị thực Quần đảo Virgin thuộc Anh

## Quần đảo Cayman

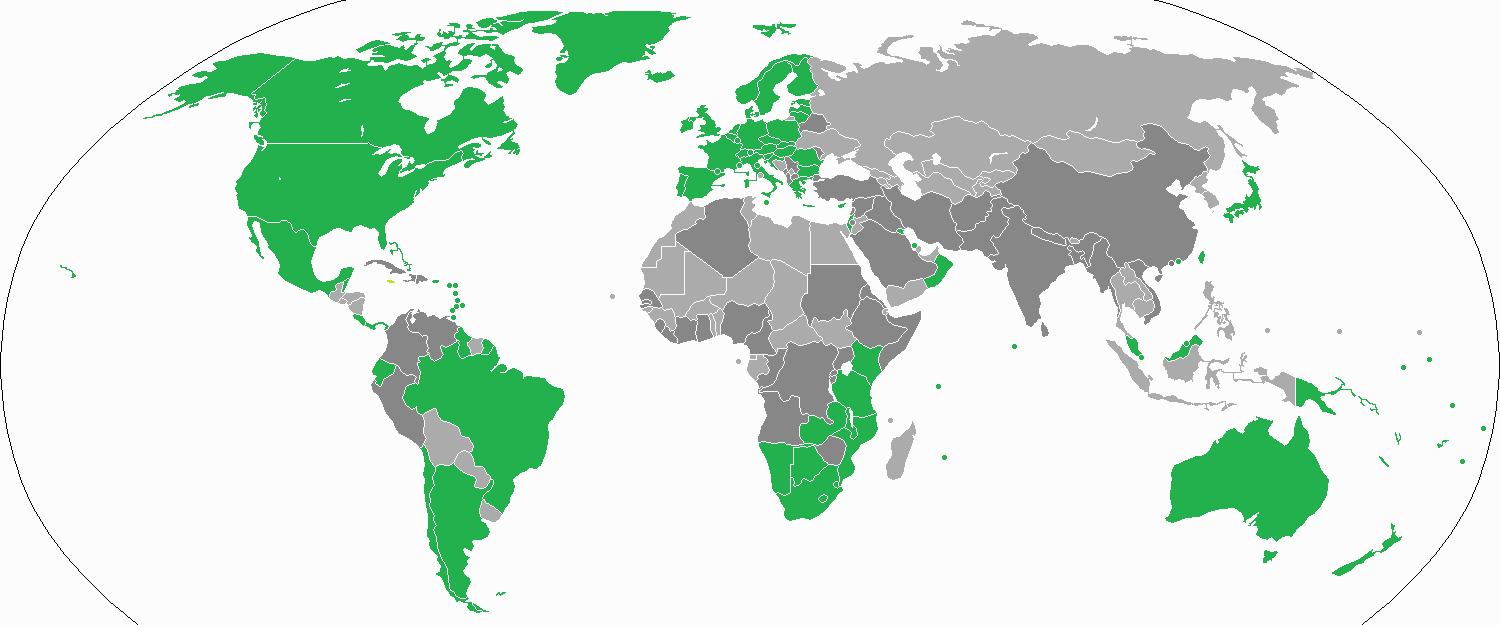
Chính sách thị thực Quần đảo Cayman

## Quần đảo Falkland

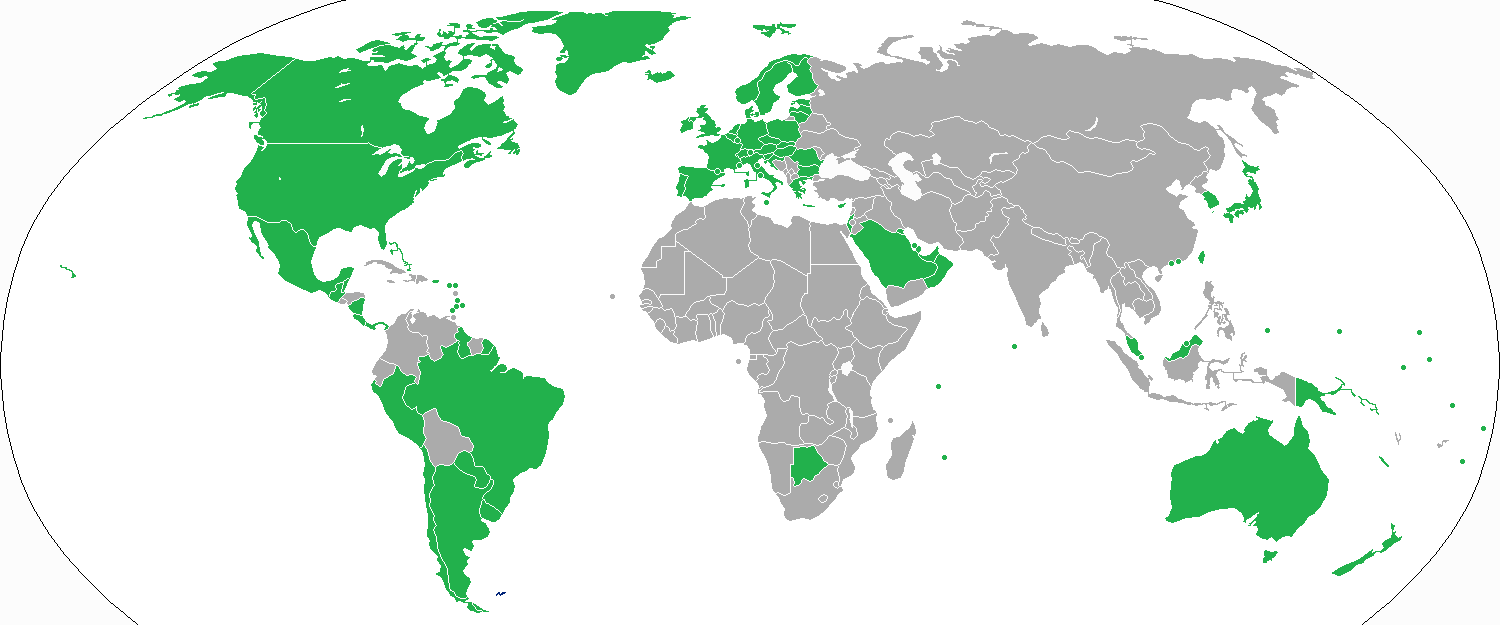
Chính sách thị thực Quần đảo Falkland

## Gibraltar

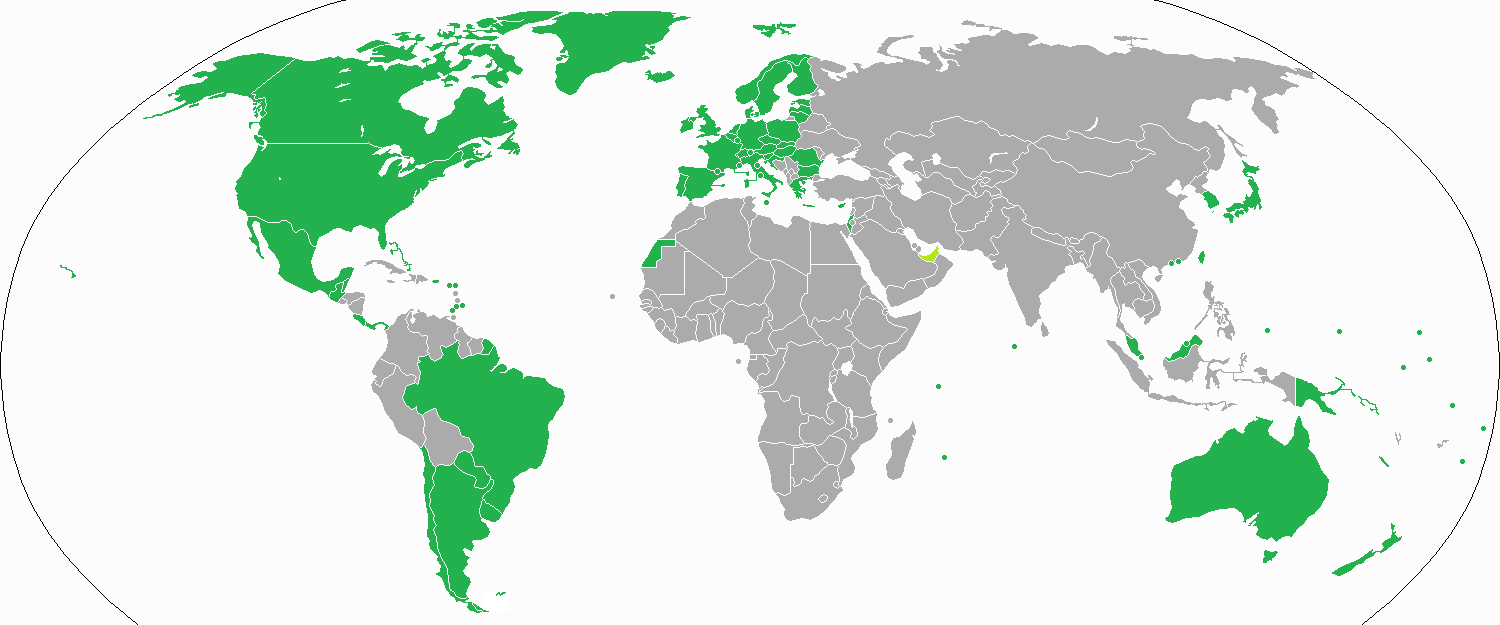
Chính sách thị thực Gibraltar

## Montserrat

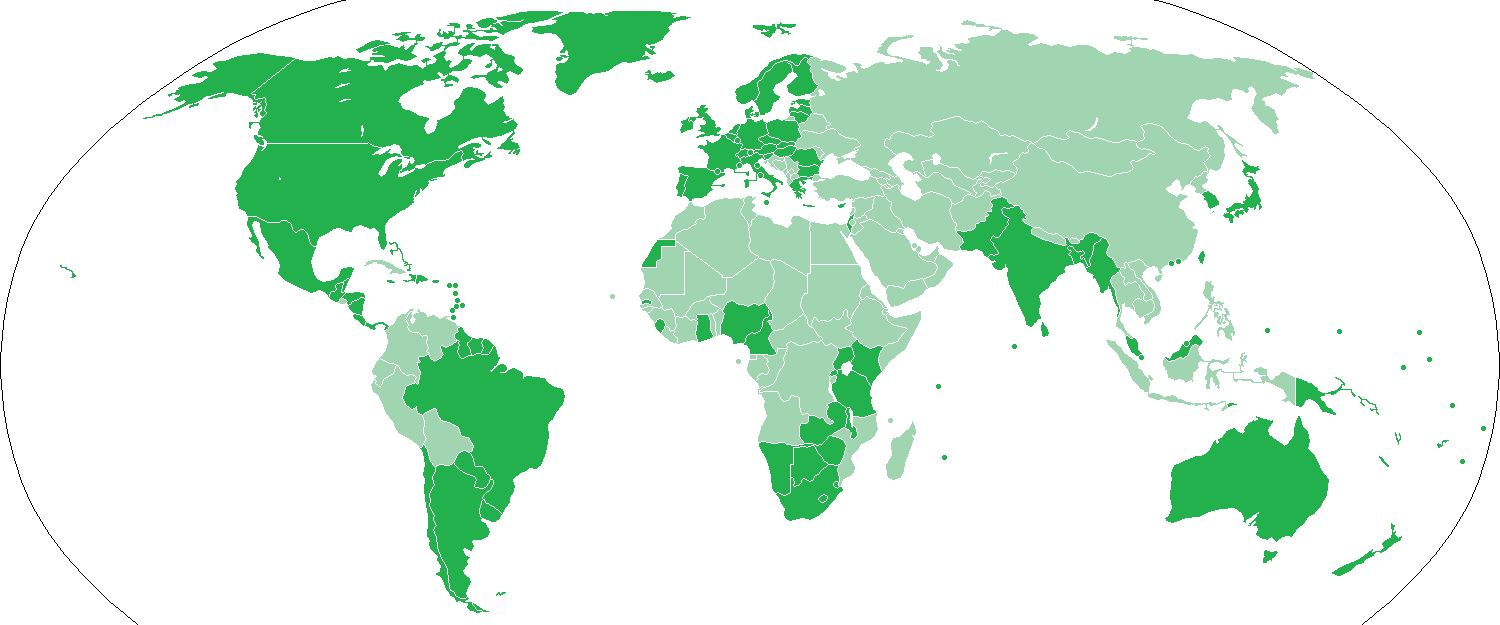
Chính sách thị thực Montserrat

## Bermuda

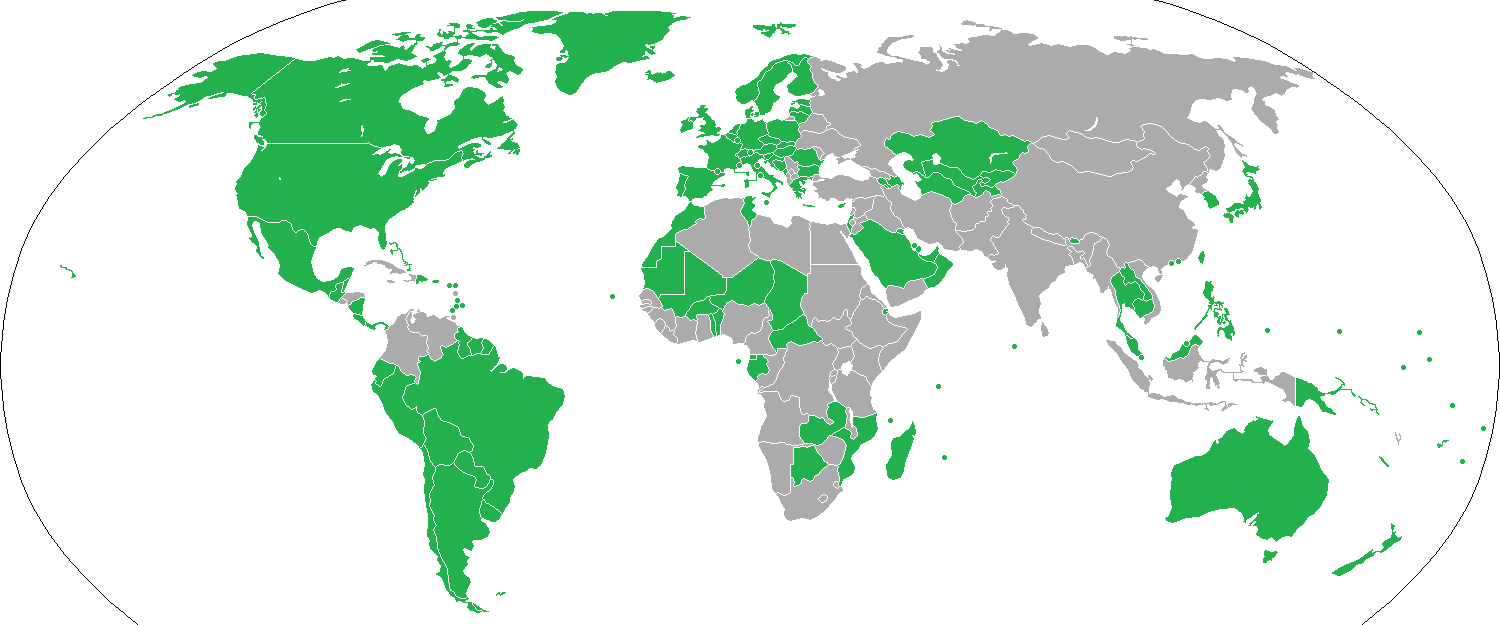
Chính sách thị thực Bermuda

Bermuda – Du khách được nhập cảnh không trên 6 tháng và thường chỉ là 21 ngày. Có thể gia hạn tại Cục Nhập cư Bermuda.

## Lãnh thổ châu Nam Cực thuộc Anh
Lãnh thổ châu Nam Cực thuộc Anh - được điều hành tại Luân Đôn bởi nhân viên tại Cục Vùng Cực của Văn phòng Đối ngoại và Thịnh vượng chung. Nó cấp phép cho những người muốn đến Lãnh thổ châu Nam Cực thuộc Anh. Đơn xin mới phải được thực hiện trước ít nhất 4 tháng. Người làm đơn phải cho thấy họ chuẩn bị đầy đủ để đến châu Nam Cực.

## Quần đảo Turks và Caicos
Quần đảo Turks và Caicos - miễn thị thực 90 ngày đối với người sở hữu hộ chiếu Anh, tất cả công dân Liên minh Châu Âu và công dân Antigua và Barbuda, Argentina, Úc, Bahamas, Barbados, Belize, Botswana, Brazil, Canada, Chile, Colombia, Costa Rica, Dominica, Ecuador, Fiji, Grenada, Guyana, Hong Kong, Iceland, Israel, Nhật Bản, Hàn Quốc, Lesotho, Liechtenstein, Ma Cao, Mauritius, México, Monaco, New Zealand, Na Uy, Oman, Panama, Qatar, Nga, Saint Kitts và Nevis, Saint Lucia, Saint Vincent và Grenadines, Ả Rập Xê Út, Seychelles, Singapore, Solomon, Nam Phi, Suriname, Thụy Sĩ, Đài Loan, Trinidad và Tobago, Ukraina, Các Tiểu vương quốc Ả Rập Thống nhất, Hoa Kỳ, Thành Vatican và Venezuela.

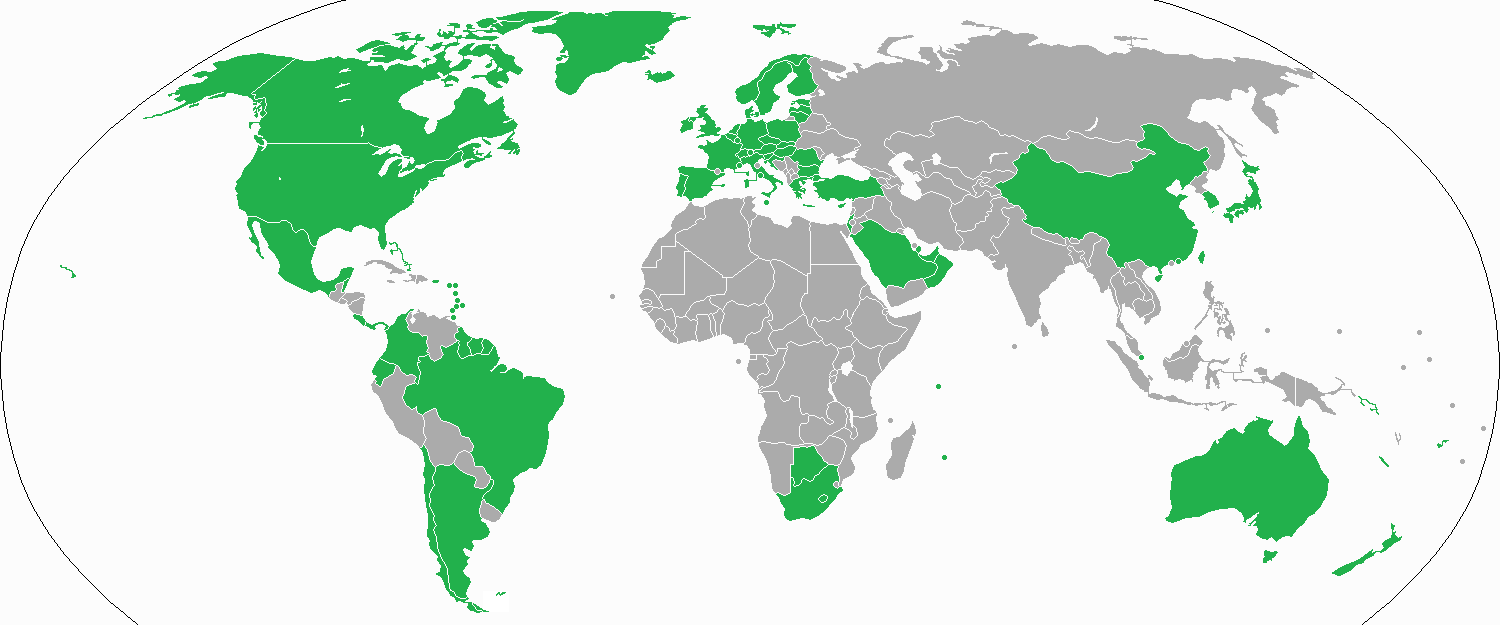
Chính sách thị thực Quần đảo Turks và Caicos

Một một nguồn khác từ chính phủ công dân Trung Quốc và Thổ Nhĩ Kỳ cũng được miễn thị thực.
Cư dân vĩnh viễn hoặc người sở hữu thị thực còn hiệu lực của Hoa Kỳ, Canada hoặc Vương quốc Anh không cần thị thực để ở lại tối đa 90 ngày.

## Tóm tắt về miễn thị thực
| Quốc gia hoặc vùng lãnh thổ                    | Vương quốc Liên hiệp Anh và Bắc Ireland và Phần phụ thuộc Ngôi vua | Gibraltar | Akrotiri và Dhekelia | Bermuda | Quần đảo Turks và Caicos | Quần đảo Cayman | Quần đảo Virgin thuộc Anh | Anguilla | Montserrat       | Quần đảoFalkland |
| ---------------------------------------------- | ------------------------------------------------------------------ | --------- | -------------------- | ------- | ------------------------ | --------------- | ------------------------- | -------- | ---------------- | ---------------- |
| EU/EFTA (except Bulgaria, Croatia and Romania) | Có                                                                 | Có        | Có                   | Có      | Có                       | Có              | Có                        | Có       | Có               | Có               |
| Bulgaria                                       | Có                                                                 | Có        | Có                   | Có      | Có                       | Không           | Có                        | Có       | Có               | Có               |
| Croatia                                        | Có                                                                 | Có        | Có                   | Có      | Có                       | Có              | Có                        | Có       | electronic visa  | Có               |
| Romania                                        | Có                                                                 | Có        | Có                   | Có      | Có                       | Không           | Có                        | Có       | Có               | Có               |
| Andorra                                        | Có                                                                 | Có        | Có                   | Có      | Không                    | Có              | Có                        | Có       | Có               | Có               |
| Antigua và Barbuda                             | Có                                                                 | Có        | Có                   | Có      | Có                       | Có              | Có                        | Có       | Có               | Không            |
| Argentina                                      | Có                                                                 | Có        | Có                   | Có      | Có                       | Có              | Có                        | Có       | Có               | Có               |
| Úc                                             | Có                                                                 | Có        | Có                   | Có      | Có                       | Có              | Có                        | Có       | Có               | Có               |
| Bahamas                                        | Có                                                                 | Có        | Có                   | Có      | Có                       | Có              | Có                        | Có       | Có               | Không            |
| Barbados                                       | Có                                                                 | Có        | Có                   | Có      | Có                       | Có              | Có                        | Có       | Có               | Không            |
| Belize                                         | Có                                                                 | Có        | Không                | Có      | Có                       | Có              | Có                        | Có       | Có               | Không            |
| Botswana                                       | Có                                                                 | Có        | Không                | Có      | Có                       | Có              | Có                        | Có       | Có               | Không            |
| Brasil                                         | Có                                                                 | Có        | Có                   | Có      | Có                       | Có              | Có                        | Có       | Có               | Có               |
| Brunei                                         | Có                                                                 | Có        | Có                   | Có      | Không                    | Có              | Có                        | Có       | Có               | Không            |
| Canada                                         | Có                                                                 | Có        | Có                   | Có      | Có                       | Có              | Có                        | Có       | Có               | Có               |
| Chile                                          | Có                                                                 | Có        | Có                   | Có      | Có                       | Có              | Có                        | Có       | Có               | Có               |
| Costa Rica                                     | Có                                                                 | Có        | Có                   | Có      | Có                       | Có              | Có                        | Có       | Có               | Không            |
| Dominica                                       | Có                                                                 | Có        | Có                   | Có      | Có                       | Có              | Có                        | Có       | Có               | Không            |
| East Timor                                     | Có                                                                 | Có        | Có                   | Có      | Không                    | Không           | Có                        | Có       | Có               | Không            |
| El Salvador                                    | Có                                                                 | Có        | Có                   | Có      | Không                    | Không           | Có                        | Có       | thị thực điện tử | Không            |
| Grenada                                        | Có                                                                 | Có        | Có                   | Có      | Có                       | Có              | Có                        | Có       | Có               | Không            |
| Guatemala                                      | Có                                                                 | Có        | Có                   | Có      | Không                    | Không           | Có                        | Có       | Có               | Không            |
| Honduras                                       | Có                                                                 | Có        | Có                   | Có      | Không                    | Không           | Có                        | Có       | Có               | Không            |
| Hồng Kông                                      | Có                                                                 | Có        | Có                   | Có      | Có                       | Có              | Có                        | Có       | Có               | Có               |
| Israel                                         | Có                                                                 | Có        | Có                   | Có      | Có                       | Có              | Không                     | Có       | Có               | Có               |
| Nhật Bản                                       | Có                                                                 | Có        | Có                   | Có      | Có                       | Có              | Có                        | Có       | Có               | Có               |
| Kiribati                                       | Có                                                                 | Có        | Có                   | Có      | Không                    | Có              | Có                        | Có       | Có               | Không            |
| Ma Cao                                         | Có                                                                 | Có        | Có                   | Không   | Có                       | Không           | Có                        | Có       | Có               | Không            |
| Malaysia                                       | Có                                                                 | Có        | Có                   | Có      | Không                    | Có              | Có                        | Có       | Có               | Không            |
| Maldives                                       | Có                                                                 | Có        | Không                | Có      | Không                    | Có              | Có                        | Có       | Có               | Không            |
| Quần đảo Marshall                              | Có                                                                 | Có        | Có                   | Có      | Không                    | Không           | Có                        | Có       | Có               | Không            |
| Mauritius                                      | Có                                                                 | Có        | Có                   | Có      | Có                       | Có              | Có                        | Có       | Có               | Không            |
| México                                         | Có                                                                 | Có        | Có                   | Có      | Có                       | Có              | Có                        | Có       | Có               | Không            |
| Micronesia                                     | Có                                                                 | Có        | Có                   | Có      | Không                    | Không           | Có                        | Có       | Có               | Không            |
| Monaco                                         | Có                                                                 | Có        | Có                   | Có      | Có                       | Có              | Có                        | Có       | Có               | Không            |
| Namibia                                        | Có                                                                 | Có        | Không                | Có      | Không                    | Có              | Có                        | Có       | Có               | Không            |
| Nauru                                          | Có                                                                 | Có        | Không                | Có      | Không                    | Có              | Có                        | Có       | Có               | Không            |
| New Zealand                                    | Có                                                                 | Có        | Có                   | Có      | Có                       | Có              | Có                        | Có       | Có               | Có               |
| Nicaragua                                      | Có                                                                 | Có        | Có                   | Có      | Không                    | Không           | Có                        | Có       | Có               | Không            |
| Palau                                          | Có                                                                 | Có        | Có                   | Có      | Không                    | Không           | Có                        | Có       | Có               | Không            |
| Panama                                         | Có                                                                 | Có        | Có                   | Không   | Có                       | Có              | Có                        | Có       | Có               | Không            |
| Papua New Guinea                               | Có                                                                 | Có        | Không                | Có      | Không                    | Có              | Có                        | Có       | Có               | Không            |
| Paraguay                                       | Có                                                                 | Có        | Có                   | Có      | Không                    | Không           | Có                        | Có       | Có               | Không            |
| Saint Kitts and Nevis                          | Có                                                                 | Có        | Có                   | Có      | Có                       | Có              | Có                        | Có       | Có               | Không            |
| Saint Lucia                                    | Có                                                                 | Có        | Có                   | Có      | Có                       | Có              | Có                        | Có       | Có               | Không            |
| Saint Vincent and the Grenadines               | Có                                                                 | Có        | Có                   | Có      | Có                       | Có              | Có                        | Có       | Có               | Không            |
| Samoa                                          | Có                                                                 | Có        | Có                   | Có      | Không                    | Có              | Có                        | Có       | Có               | Không            |
| San Marino                                     | Có                                                                 | Có        | Có                   | Có      | Không                    | Có              | Có                        | Có       | Có               | Có               |
| Seychelles                                     | Có                                                                 | Có        | Có                   | Có      | Có                       | Có              | Có                        | Có       | Có               | Không            |
| Singapore                                      | Có                                                                 | Có        | Có                   | Có      | Có                       | Có              | Có                        | Có       | Có               | Không            |
| Quần đảo Solomon                               | Có                                                                 | Có        | Có                   | Có      | Có                       | Có              | Có                        | Có       | Có               | Không            |
| Hàn Quốc                                       | Có                                                                 | Có        | Có                   | Có      | Có                       | Không           | Có                        | Có       | Có               | Có               |
| Taiwan                                         | Có                                                                 | Có        | Có                   | Có      | Có                       | Có              | Có                        | Có       | Có               | Có               |
| Tonga                                          | Có                                                                 | Có        | Có                   | Có      | Không                    | Có              | Có                        | Có       | Có               | Không            |
| Trinidad and Tobago                            | Có                                                                 | Có        | Có                   | Có      | Có                       | Có              | Có                        | Có       | Có               | Không            |
| Tuvalu                                         | Có                                                                 | Có        | Có                   | Có      | Không                    | Có              | Có                        | Có       | Có               | Không            |
| Hoa Kỳ                                         | Có                                                                 | Có        | Có                   | Có      | Có                       | Có              | Có                        | Có       | Có               | Có               |
| Uruguay                                        | Có                                                                 | Có        | Có                   | Có      | Không                    | Không           | Có                        | Có       | Có               | Có               |
| Vanuatu                                        | Có                                                                 | Có        | Có                   | Có      | Không                    | Có              | Có                        | Có       | Có               | Không            |
| Thành Vatican                                  | Có                                                                 | Có        | Có                   | Có      | Có                       | Không           | Có                        | Không    | Có               | Có               |
| Kuwait                                         | thị thực điện tử                                                   | Không     | Không                | Không   | Không                    | Có              | Không                     | Không    | thị thực điện tử | Không            |
| Oman                                           | thị thực điện tử                                                   | Không     | Không                | Không   | Có                       | Có              | Không                     | Không    | thị thực điện tử | Không            |
| Qatar                                          | thị thực điện tử                                                   | Không     | Không                | Không   | Có                       | Không           | Không                     | Không    | thị thực điện tử | Không            |
| Các Tiểu vương quốc Ả Rập Thống nhất           | electronic visa                                                    | Không     | Có                   | Không   | Có                       | Không           | Không                     | Không    | electronic visa  | Không            |
| Abkhazia                                       | Không                                                              | Không     | Không                | Không   | Không                    | Có              | Không                     | Không    | electronic visa  | Không            |
| Albania                                        | Không                                                              | Không     | Có                   | Không   | Không                    | Không           | Không                     | Không    | electronic visa  | Không            |
| Bahrain                                        | Không                                                              | Không     | Không                | Không   | Không                    | Có              | Không                     | Không    | electronic visa  | Không            |
| Bangladesh                                     | Không                                                              | Không     | Không                | Không   | Không                    | Không           | Có                        | Không    | Có               | Không            |
| Benin                                          | Không                                                              | Không     | Không                | Có      | Không                    | Không           | Không                     | Không    | electronic visa  | Không            |
| Bhutan                                         | Không                                                              | Không     | Không                | Có      | Không                    | Không           | Không                     | Không    | electronic visa  | Không            |
| Bolivia                                        | Không                                                              | Không     | Không                | Không   | Không                    | Không           | Có                        | Không    | electronic visa  | Không            |
| Bosna và Hercegovina                           | Không                                                              | Không     | Có                   | Không   | Không                    | Không           | Không                     | Không    | thị thực điện tử | Không            |
| Burkina Faso                                   | Không                                                              | Không     | Không                | Có      | Không                    | Không           | Không                     | Không    | thị thực điện tử | Không            |
| Cameroon                                       | Không                                                              | Không     | Không                | Không   | Không                    | Không           | Không                     | Không    | Có               | Không            |
| Cape Verde                                     | Không                                                              | Không     | Không                | Có      | Không                    | Không           | Không                     | Không    | thị thực điện tử | Không            |
| Cộng hòa Trung Phi                             | Không                                                              | Không     | Không                | Có      | Không                    | Không           | Không                     | Không    | thị thực điện tử | Không            |
| Chad                                           | Không                                                              | Không     | Không                | Có      | Không                    | Không           | Không                     | Không    | thị thực điện tử | Không            |
| Colombia                                       | Không                                                              | Không     | Có                   | Không   | Có                       | Không           | Không                     | Không    | thị thực điện tử | Không            |
| Comoros                                        | Không                                                              | Không     | Không                | Có      | Không                    | Không           | Không                     | Không    | thị thực điện tử | Không            |
| Cộng hòa Dominica                              | Không                                                              | Không     | Không                | Không   | Không                    | Không           | Không                     | Không    | Có               | Không            |
| Ecuador                                        | Không                                                              | Không     | Không                | Không   | Có                       | Có              | Có                        | Không    | thị thực điện tử | Không            |
| Guinea Xích Đạo                                | Không                                                              | Không     | Không                | Có      | Không                    | Không           | Không                     | Không    | thị thực điện tử | Không            |
| Fiji                                           | Không                                                              | Không     | Không                | Có      | Có                       | Có              | Có                        | Không    | Có               | Không            |
| Gabon                                          | Không                                                              | Không     | Không                | Có      | Không                    | Không           | Không                     | Không    | thị thực điện tử | Không            |
| Gambia                                         | Không                                                              | Không     | Không                | Không   | Không                    | Không           | Có                        | Không    | Có               | Không            |
| Gruzia                                         | Không                                                              | Không     | Có                   | Không   | Không                    | Không           | Không                     | Không    | thị thực điện tử | Không            |
| Ghana                                          | Không                                                              | Không     | Không                | Không   | Không                    | Không           | Có                        | Không    | Có               | Không            |
| Guyana                                         | Không                                                              | Không     | Không                | Có      | Có                       | Có              | Không                     | Không    | Có               | Không            |
| Haiti                                          | Không                                                              | Không     | Không                | Không   | Không                    | Không           | Không                     | Không    | Có               | Không            |
| India                                          | Không                                                              | Không     | Không                | Không   | Không                    | Không           | Có                        | Không    | Có               | Không            |
| Indonesia                                      | Không                                                              | Không     | Không                | Có      | Không                    | Không           | Không                     | Không    | electronic visa  | Không            |
| Jamaica                                        | Không                                                              | Không     | Không                | Không   | Không                    | Không           | Không                     | Không    | Có               | Không            |
| Kenya                                          | Không                                                              | Không     | Không                | Không   | Không                    | Có              | Có                        | Không    | Có               | Không            |
| Lào                                            | Không                                                              | Không     | Không                | Có      | Không                    | Không           | Không                     | Không    | thị thực điện tử | Không            |
| Lesotho                                        | Không                                                              | Không     | Không                | Không   | Có                       | Có              | Có                        | Không    | Có               | Không            |
| Macedonia                                      | Không                                                              | Không     | Có                   | Không   | Không                    | Không           | Không                     | Không    | thị thực điện tử | Không            |
| Madagascar                                     | Không                                                              | Không     | Không                | Có      | Không                    | Không           | Không                     | Không    | electronic visa  | Không            |
| Malawi                                         | Không                                                              | Không     | Không                | Không   | Không                    | Có              | Có                        | Không    | Có               | Không            |
| Mali                                           | Không                                                              | Không     | Không                | Có      | Không                    | Không           | Không                     | Không    | electronic visa  | Không            |
| Moldova                                        | Không                                                              | Không     | Có                   | Không   | Không                    | Không           | Không                     | Không    | thị thực điện tử | Không            |
| Montenegro                                     | Không                                                              | Không     | Có                   | Không   | Không                    | Không           | Không                     | Không    | thị thực điện tử | Không            |
| Mozambique                                     | Không                                                              | Không     | Không                | Có      | Không                    | Có              | Không                     | Không    | thị thực điện tử | Không            |
| Myanmar                                        | Không                                                              | Không     | Không                | Không   | Không                    | Không           | Không                     | Không    | Có               | Không            |
| Niger                                          | Không                                                              | Không     | Không                | Có      | Không                    | Không           | Không                     | Không    | thị thực điện tử | Không            |
| Nigeria                                        | Không                                                              | Không     | Không                | Không   | Không                    | Không           | Không                     | Không    | Có               | Không            |
| Pakistan                                       | Không                                                              | Không     | Không                | Không   | Không                    | Không           | Không                     | Không    | Có               | Không            |
| Peru                                           | Không                                                              | Không     | Có                   | Có      | Không                    | Không           | Không                     | Không    | thị thực điện tử | Không            |
| Nga                                            | Không                                                              | Không     | Không                | Không   | Có                       | Không           | Không                     | Không    | thị thực điện tử | Không            |
| Rwanda                                         | Không                                                              | Không     | Không                | Không   | Không                    | Không           | Không                     | Không    | Có               | Không            |
| São Tomé và Príncipe                           | Không                                                              | Không     | Không                | Có      | Không                    | Không           | Không                     | Không    | thị thực điện tử | Không            |
| Ả Rập Xê Út                                    | Không                                                              | Không     | Không                | Không   | Có                       | Không           | Không                     | Không    | thị thực điện tử | Không            |
| Serbia                                         | Không                                                              | Không     | Có                   | Không   | Không                    | Không           | Không                     | Không    | thị thực điện tử | Không            |
| Sierra Leone                                   | Không                                                              | Không     | Không                | Không   | Không                    | Không           | Có                        | Không    | Có               | Không            |
| Nam Phi                                        | Không                                                              | Không     | Không                | Không   | Có                       | Có              | Có                        | Không    | Có               | Có               |
| Nam Ossetia                                    | Không                                                              | Không     | Không                | Không   | Không                    | Có              | Không                     | Không    | thị thực điện tử | Không            |
| Sri Lanka                                      | Không                                                              | Không     | Không                | Không   | Không                    | Không           | Có                        | Không    | Có               | Không            |
| Suriname                                       | Không                                                              | Không     | Không                | Có      | Có                       | Không           | Không                     | Không    | Có               | Không            |
| Swaziland                                      | Không                                                              | Không     | Không                | Không   | Không                    | Có              | Có                        | Không    | Có               | Không            |
| Tanzania                                       | Không                                                              | Không     | Không                | Không   | Không                    | Có              | Có                        | Không    | Có               | Không            |
| Thái Lan                                       | Không                                                              | Không     | Không                | Có      | Không                    | Không           | Không                     | Không    | thị thực điện tử | Không            |
| Togo                                           | Không                                                              | Không     | Không                | Có      | Không                    | Không           | Không                     | Không    | thị thực điện tử | Không            |
| Tunisia                                        | Không                                                              | Không     | Không                | Không   | Không                    | Không           | Có                        | Không    | thị thực điện tử | Không            |
| Thổ Nhĩ Kỳ                                     | Không                                                              | Không     | Không                | Không   | Không                    | Không           | Có                        | Không    | thị thực điện tử | Không            |
| Uganda                                         | Không                                                              | Không     | Không                | Không   | Không                    | Không           | Có                        | Không    | Có               | Không            |
| Ukraina                                        | Không                                                              | Không     | Có                   | Không   | Có                       | Không           | Không                     | Không    | thị thực điện tử | Không            |
| Venezuela                                      | Không                                                              | Không     | Có                   | Không   | Có                       | Có              | Có                        | Không    | thị thực điện tử | Không            |
| Zambia                                         | Không                                                              | Không     | Không                | Có      | Không                    | Có              | Có                        | Không    | Có               | Không            |
| Zimbabwe                                       | Không                                                              | Không     | Không                | Không   | Không                    | Không           | Có                        | Không    | Có               | Không            |
| Khác                                           | Không                                                              | Không     | Không                | Không   | Không                    | Không           | Không                     | Không    | thị thực điện tử | Không            |

- Quần đảo Pitcairn, Saint Helena: không yêu cầu thị thực hoặc thị thực tại cửa khẩu với tất cả du khách
- Lãnh thổ châu Nam Cực thuộc Anh, Lãnh thổ Ấn Độ Dương thuộc Anh, Nam Georgia và Quần đảo Nam Sandwich, Đảo Ascension, Tristan da Cunha: tất cả du khách đều phải được cho phép từ trước